# Microchrysa flaviventris
Microchrysa flaviventris är en tvåvingeart som först beskrevs av Christian Rudolph Wilhelm Wiedemann 1824.  Microchrysa flaviventris ingår i släktet Microchrysa och familjen vapenflugor. Inga underarter finns listade i Catalogue of Life.